# بيري أو. هووبر سينيور
بيري أو. هووبر سينيور (بالإنجليزية: Perry O. Hooper, Sr.)‏ هو محامي وقاضي أمريكي، ولد في 8 أبريل 1925 في برمنغهام في الولايات المتحدة، وتوفي في 24 أبريل 2016 في مونتغومري في الولايات المتحدة.